# Kent (Columbia Britannica)
Kent è una municipalità distrettuale del Canada, situata in Columbia Britannica, nel distretto regionale di Fraser Valley.